# Jaera extensa
Jaera extensa é uma espécie de borboleta descrita por Percy I. Lathy em 1932. Jaera extensa faz parte do gênero Jaera e família lycaenidae.